# Otolithoides
Otolithoides – rodzaj ryb z rodziny kulbinowatych (Sciaenidae).

## Klasyfikacja
Gatunki zaliczane do tego rodzaju:
- Otolithoides biauritus
- Otolithoides pama